# Kevin Chamberlin
Kevin Chamberlin (født 25. november 1963) er en amerikansk skuespiller. Han er nok mest kendt i sin rolle som butleren Bertram i tv-serien Jessie på Disney Channel.